# Phonehead
Phonehead is een studioalbum van Wolfram Spyra. Spyra gaf het in 1997 uit via het platenlabel FAX, maar die uitgave is bij de heruitgave in 2009 al jaren niet meer verkrijgbaar. Spyra liet op het album elektronische muziek horen, van trance tot ambient. Hij droeg het album mede op aan Klaus Schulze (medepionier in de elektronische muziek) en Erik Satie (klassiek componist). De laatste track is een eerbetoon aan de Franse componist.

## Musici
- Wolfram Spyra – alle muziekinstrumenten en elektronica behalve
- Eric George – stem op track 6

## Muziek
| Nr. | Titel                          | Duur  |
| --- | ------------------------------ | ----- |
| 1.  | 7 homes and 8 spirits (part 1) | 8:56  |
| 2.  | VCM IOOF                       | 10:22 |
| 3.  | Ocean                          | 9:44  |
| 4.  | Level, voice                   | 11:08 |
| 5.  | VCF C520                       | 5:04  |
| 6.  | 7 homes and 8 spirits (part 2) | 9:13  |
| 7.  | Omega est alpha                | 14:47 |
| 8.  | Hommage a Satie                | 3:13  |

Nummers 1-3, 4-6 en 7,8 zijn samengebundeld onder A, B en C. VCF C520 is een verwijzing naar een spanningsgestuurde filter (VCF), een onderdeel van een synthesizer. Ook VCM is een synthesizeronderdeel (Virtual Circuitry Modeling).